# AT&T T-11
AT&T T-11 (ehemals DirecTV-11) ist ein Fernsehsatellit, welcher HDTV-Fernsehen für DirecTV-Nutzer in Nordamerika bietet. Er wurde am 19. März 2008 von Sea Launch im Pazifik mit einer Zenit-3SL gestartet. Nach dem Testbetrieb wurde der Satellit in seine endgültige Position auf Position 99,2° West gebracht.
Er ist der zweite von drei identischen DirecTV-Satelliten (DirecTV 10, 11 und 12), welche auf Basis des Satellitenbus Boeing 702 gebaut wurden. Der Vertrag mit Boeing wurde 2004 unterschrieben. DirecTV-10 wurde am 7. Juli 2007 von International Launch Services vom Weltraumbahnhof Baikonur mit einer Proton-M-Trägerrakete gestartet und auf Position 102,775° West gebracht. DirecTV-12 sollte ursprünglich als Reservesatellit am Boden bleiben, wurde dann aber am 29. Dezember 2009 von  Baikonur mit einer Proton-M in einen geostationären Transferorbit gebracht.

## Technik
DirecTV-11 überträgt größtenteils MPEG-4 kodierte Signale, was eine effektivere Übertragung gegenüber den in MPEG-2 kodierten Standardkanälen und somit eine größere Anzahl von Kanälen erlaubt.
DirecTV-10 und 11 sollen jeweils in geringem Abstand zu den Satelliten Spaceway 1 und Spaceway 2 gebracht werden. Diese wurden eigentlich entwickelt, um auf einem jeweils 500 MHz breiten Kanal einfache Broadcast und Zweiwege-Internetdaten zu übertragen. Auf Wunsch von DirecTV schaltete Boeing jedoch diese Möglichkeit ab, um zusätzlichen HDTV-Kanäle zu übertragen.
DirecTV-11 besitzt 32 aktive und 12 Reserve-Ka-Band-Sender zur großflächigen Übertragung von überregionalen Programmen sowie 55 aktiven und 15 Reserve-Spotsender für lokale Fernsehkanäle. Als Sender werden Wanderfeldröhren benutzt, welche von UTJ-Galliumarsenid-Solarzellenflächen mit einer Spannweite von 48,1 m und 18 kW Leistung (BOL) mit Energie versorgt werden. Abgestrahlt werden die Signale über zwei Ka-Band-Antennen mit je 2,8 Meter Durchmesser und neun anderen Ka-Band Antennen.